# Analizzatore di massa a quadrupolo
L'analizzatore di massa a quadrupolo è un tipo di analizzatore impiegato nella spettrometria di massa.  Nello spettrometro di massa l'analizzatore di massa quadrupolare è il componente dello strumento responsabile  di convogliare gli ioni del campione in esame al rivelatore, sulla base del loro rapporto massa/carica (m/z). Un analizzatore di massa è essenzialmente un filtro di massa capace di trasmettere solamente lo ione prescelto. Uno spettro di massa si ottiene esplorando in sequenza il campo di massa di interesse (scansione). Questo tipo di analizzatore è il più utilizzato negli spettrometri di massa per analisi di routine. Ha risoluzione unitaria.

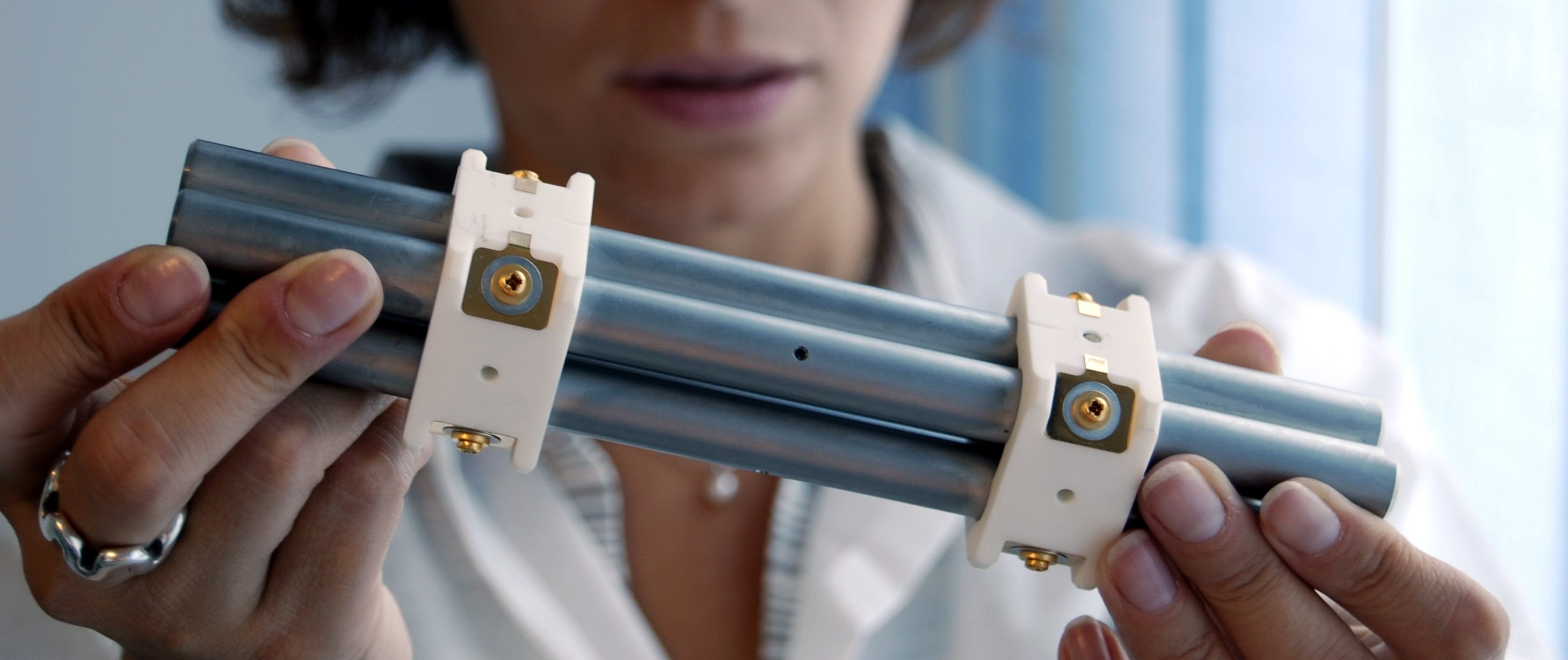
Quadrupolo

## Funzionamento
Un quadrupolo è composto da quattro barre parallele di metallo. Alle barre viene applicata una tensione continua, le barre opposte diagonalmente hanno la tensione dello stesso segno, a questa viene sovrapposta una tensione alternata con frequenza nell'ordine dei megahertz (radiofrequenza). Il campo elettrico che risulta costringe gli ioni a percorrere una traiettoria oscillante diversa per ogni valore di m/z. Regolando questo campo si può selezionare il valore di m/z degli ioni che attraversano il quadrupolo, gli ioni con m/z superiore o inferiore al valore prescelto saranno costretti a percorrere traiettorie che portano fuori dal campo elettrico e quindi non raggiungeranno il rivelatore. Ciò consente la selezione di un particolare ione, oppure la scansione delle m/z variando con continuità il campo elettrico.

## Applicazioni
È l'analizzatore più diffuso in quanto è stato tra i primi ad essere sviluppati ed il suo costo è contenuto, rispetto ad altri analizzatori. Le sue caratteristiche di analizzatore distruttivo e la sua bassa risoluzione (unitaria) limitano però il suo impiego in strumenti per analisi di routine, in cui non ci sia necessità di prestazioni elevate.

## Triplo quadrupolo

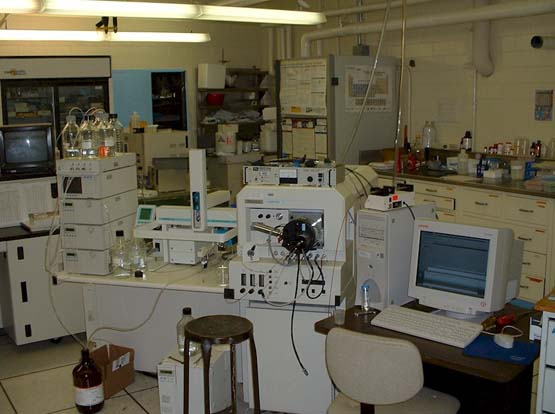
Spettrometro di massa a triplo quadrupolo (al centro)

Una configurazione strumentale composta da tre quadrupoli in serie viene utilizzata negli strumenti cosiddetti "a triplo quadrupolo". 
In questa configurazione il primo ed il terzo quadrupolo agiscono da filtri di massa, mentre il quadrupolo centrale, riempito con un gas inerte (azoto o argon), come cella di collisione (al quadrupolo centrale è applicata una radiofrequenza la cui funzione è di mantenere focalizzati gli ioni generati dalla rottura della molecola genitore).
Uno strumento a triplo quadrupolo, oltre alle funzionalità dello strumento a singolo quadrupolo, ne possiede di ulteriori.
È possibile operare infatti in "product ion scan", dove il primo quadrupolo seleziona uno ione di rapporto m/z fissato, dopo la frammentazione il terzo quadrupolo effettua una scansione su un determinato range di massa. In questo modo è possibile dall'analisi dei frammenti avere informazioni sull'identità di una molecola.
Nella modalità "parent ion scan"  invece è il terzo quadrupolo che è sintonizzato permanentemente su un dato m/z, mentre il primo quadrupolo lavora in scansione su un range di massa. Questa modalità permette di individuare classi di molecole strutturalmente simili.
Nella modalità "neutral loss scan"  invece, entrambi i quadrupoli lavorano in scansione, ma tra il primo ed il terzo quadrupolo è mantenuta una differenza prefissata di m/z, in altre parole mentre il primo quadrupolo è sintonizzato su un determinato m/z il terzo si trova a (m/z - x), ed x è mantenuto costante durante la scansione. È possibile così individuare facilmente classi di molecole che hanno in comune una parte della struttura. 
Le modalità "parent ion scan" e "product ion scan" sono utili soprattutto per studi sul metabolismo.
Un'ulteriore modalità, "single reaction monitoring" (SRM)  viene  utilizzata per l'analisi quantitativa nei sistemi accoppiati con la cromatografia liquida o la gas cromatografia. In questo caso l'identità della molecola è nota a priori ed il primo quadrupolo è fissato su un valore determinato di m/z, mentre il terzo su quello di un frammento. Questa modalità permette di aumentare la specificità del sistema di rivelazione. Nel caso venga selezionato più di un frammento si parla di "multiple reaction monitoring" (MRM).